# ساعت تابستانی اروپای شرقی
| آبی روشن | زمان اروپای غربی (یوتی‌سی ۰۰:۰۰+)                                             |
| آبی      | زمان اروپای غربی (یوتی‌سی ۰۰:۰۰+) زمان تابستانی اروپای غربی (یوتی‌سی ۰۱:۰۰+)   |
| قرمز     | زمان اروپای مرکزی (یوتی‌سی ۰۱:۰۰+) زمان تابستانی اروپای مرکزی (یوتی‌سی ۰۲:۰۰+) |
| بژ       | زمان اروپای شرقی (یوتی‌سی ۰۲:۰۰+) ساعت تابستانی اروپای شرقی (یوتی‌سی ۰۳:۰۰+)   |
| زرد      | زمان شرق دور اروپا (یوتی‌سی ۰۳:۰۰+)                                           |
| سبز روشن | زمان مسکو (یوتی‌سی ۰۴:۰۰+)                                                    |

ساعت تابستانی اروپای شرقی یا ئی‌ئی‌اس‌تی (به انگلیسی: EEST سرواژهٔ Eastern European Summer Time) یکی از نام‌های منطقه زمانی یوتی‌سی ۳:۰۰+ است که ۳ ساعت از ساعت هماهنگ جهانی جلوتر است. این ساعت به عنوان تغییر ساعت تابستانی در برخی از کشورهای اروپایی، آفریقای شمالی و خاورمیانه استفاده می‌شود. در این کشورها در زمستان زمان اروپای شرقی (یوتی‌سی ۲:۰۰+) کاربرد دارد.
از سال ۱۹۹۶ میلادی تاکنون ساعت تابستانی اروپا از آخرین یکشنبهٔ مارس تا آخرین یکشنبهٔ اکتبر به کار گرفته شده‌است؛ پیش از آن قوانین در اتحادیه اروپا یکسان نبود.

## کاربرد
کشورها و مناطق زیر از ساعت تابستانی اروپای شرقی در تابستان‌ها استفاده می‌کنند:
- بلاروس، در سال‌های ۱۹۸۱–۸۹ مسکو، از ۱۹۹۱ میلادی به‌طور منظم ئی‌ئی‌اس‌تی شد
- بلغارستان، به‌طور منظم از ۱۹۷۹ میلادی
- قبرس، به‌طور منظم از ۱۹۷۹ میلادی
- استونی، در سال‌های ۱۹۸۱–۸۸ ساعت تابستانی مسکو، به‌طور منظم از ۱۹۸۹ ئی‌ئی‌اس‌تی شد
- فنلاند، به‌طور منظم از ۱۹۸۱ میلادی
- یونان، به‌طور منظم از ۱۹۷۵
- اسرائیل، به‌طور منظم از ۱۹۴۸
- اردن، از ۱۹۸۵
- لتونی، در سال‌های ۱۹۸۱–۸۸ ساعت تابستانی مسکو، به‌طور منظم از ۱۹۸۹ میلادی  ئی‌ئی‌اس‌تی شد
- لبنان، از ۱۹۸۴
- لیتوانی، در سال‌های ۱۹۸۱–۸۸ میلادی ساعت تابستانی مسکو، به‌طور منظم از ۱۹۸۹ میلادی ئی‌ئی‌اس‌تی شد، در سال‌های ۱۹۹۸ میلادی به ساعت تابستانی اروپای مرکزی تغییر یافت، اما از ۲۰۰۳ دوباره به  ئی‌ئی‌اس‌تی تغییر پیدا کرد
- مولداوی، در سال‌های ۱۹۳۲–۴۰ میلادی، ۱۹۸۱–۸۹ ساعت تابستانی مسکو، به‌طور منظم از ۱۹۹۱ میلادی ئی‌ئی‌اس‌تی شد
- رومانی، در سال‌های ۱۹۳۲–۴۰، به‌طور منظم از ۱۹۷۹ میلادی
- روسیه (استان کالینینگراد)، در سال‌های ۱۹۸۱–۹۰ میلادی ساعت تابستانی مسکو، به‌طور منظم از ۱۹۹۱ ئی‌ئی‌اس‌تی شد، از مارس ۲۰۱۱ به عنوان ساعت استاندارد
- سوریه، از ۱۹۸۳ میلادی
- ترکیه، در سال‌های ۱۹۷۰-۷۸ ئی‌ئی‌اس‌تی, در سال‌های ۱۹۷۹–۸۳ همانند ساعت تابستانی مسکو، به‌طور منظم ئی‌ئی‌اس‌تی از ۱۹۸۵
- اوکراین، در سال‌های ۱۹۸۱–۸۹ میلادی ساعت تابستانی مسکو، به‌طور منظم ئی‌ئی‌اس‌تی از ۱۹۹۲[۲]

در سال ۱۹۹۱ میلادی ساعت تابستانی اروپای شرقی در منطقه‌های زمانی مسکو و استان سامارای روسیه نیز استفاده شد.